# Teotlalco (kommun)
Teotlalco är en kommun i Mexiko.   Den ligger i delstaten Puebla, i den sydöstra delen av landet, 110 km söder om huvudstaden Mexico City. Antalet invånare är 1 406.
Följande samhällen finns i Teotlalco:
- Santa Cruz
- San Miguel
- Achichipico
- Tlayehualco